# Gospodarstvo Švedske
Gospodarstvo Švedske je razvijeno izvozno orijentirano raznoliko gospodarstvo.
Drvna industrija, hidroelektrane i proizvodnja željezne rude čine bazne resurse gospodarstva orijentiranog prema vanjskoj trgovini. Glavne industrijske grane su: proizvodnja motornih vozila, telekomunikacije, farmacija, vojna industrija, industrijski strojevi, precizna oprema, kemijske robe, kućanski aparati, šumarstvo, proizvodnja željeza i čelika. Nekada je tradicionalno, modernizirano poljoprivredno gospodarenje zapošljavalo više od polovice domaće radne snage, dok danas Švedska razvija inženjering, rudarstvo, proizvodnju čelika i slične industrije, koje su konkurentne na međunarodnoj razini.
Švedska ima vrlo konkurentnu kapitalističku ekonomiju s velikodušnom socijalnom državom, koja se financira kroz relativno visoke poreze na dobit koji osiguravaju, da se prihodi distribuiraju svim slojevima društva. Taj se model naziva švedski ili nordijski model. Oko 90% svih resursa i tvrtki su u privatnom vlasništvu, s manjim dijelom od 5% u vlasništvu države i drugih 5% u vlasništvu zadruga.
Švedska, kao neutralna zemlja, nije aktivno sudjelovala u Drugom svjetskom ratu te nije imala ratne gubitke. Postigla je visok životni standard mješovitim sustavom kapitalizma visoke tehnologije i brojnih socijalnih davanja. Godine 2011., ukupni porezni prihodi činili su 44,4% BDP-a, što je pad od 48,3% prema 2006. godini. U tim razmjerima, kreće se posljednjih 35 godina. Po tome je Švedska, druga zemlja na svijetu, s obzirom na udio poreza u BDP-u, nakon Danske.